# Persenbeug
Persenbeug ist ein Marktort und das wirtschaftliche Zentrum der Marktgemeinde Persenbeug-Gottsdorf. Der Ort liegt am Übergang vom Strudengau zum Nibelungengau. Die Ortschaft hat 1271 Einwohner (Stand 1. Jänner 2024). Bis Ende 1968 war Persenbeug eine eigenständige Gemeinde.

## Geschichte
Erstmals urkundlich erwähnt wurden der Ort und das Schloss im Jahr 883 als „ad Biugin“, was „bei der Biegung“ bedeutet und auf die Donauschlinge verweist. Persenbeug erlangte bald Bedeutung als Salzniederlage sowie Markt- und Handelsplatz. Kirchlicher Mittelpunkt war lange Zeit das benachbarte Gottsdorf; in Persenbeug wurde die Kirche erst im 16. Jahrhundert errichtet und 1783 zur Pfarrkirche (hll. Florian und Maximilian) erhoben.
Prägend für den Ort war Matthias Feldmüller, der in seiner Werft jährlich bis zu 40 neue Schiffe erbauen ließ. Bemerkenswert sind zudem die barocken Fassaden des Rathauses und des Schiffsmeisterhauses.
Mit 1. Jänner 1969 wurden im Zuge der Niederösterreichischen Kommunalstrukturverbesserung die bis dahin selbständigen Gemeinden Persenbeug und Gottsdorf zu Persenbeug-Gottsdorf fusioniert.

## Sehenswürdigkeiten
- Schloss Persenbeug, ein ab dem 10. Jahrhundert bewohnter Ansitz
- Florianikapelle, erbaut um 1500, ehemalige Pfarrkirche Persenbeug von 1783–1985[3]

## Persönlichkeiten
- Matthias Feldmüller (1801–1850), Schiffsmeister